# Dennie Christian

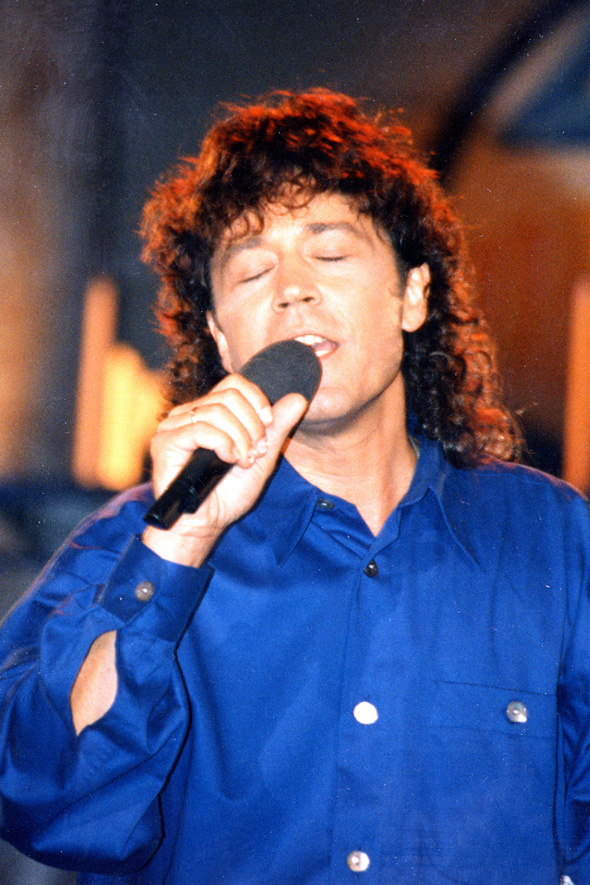
Dennie Christian, 1995 in Kerkrade

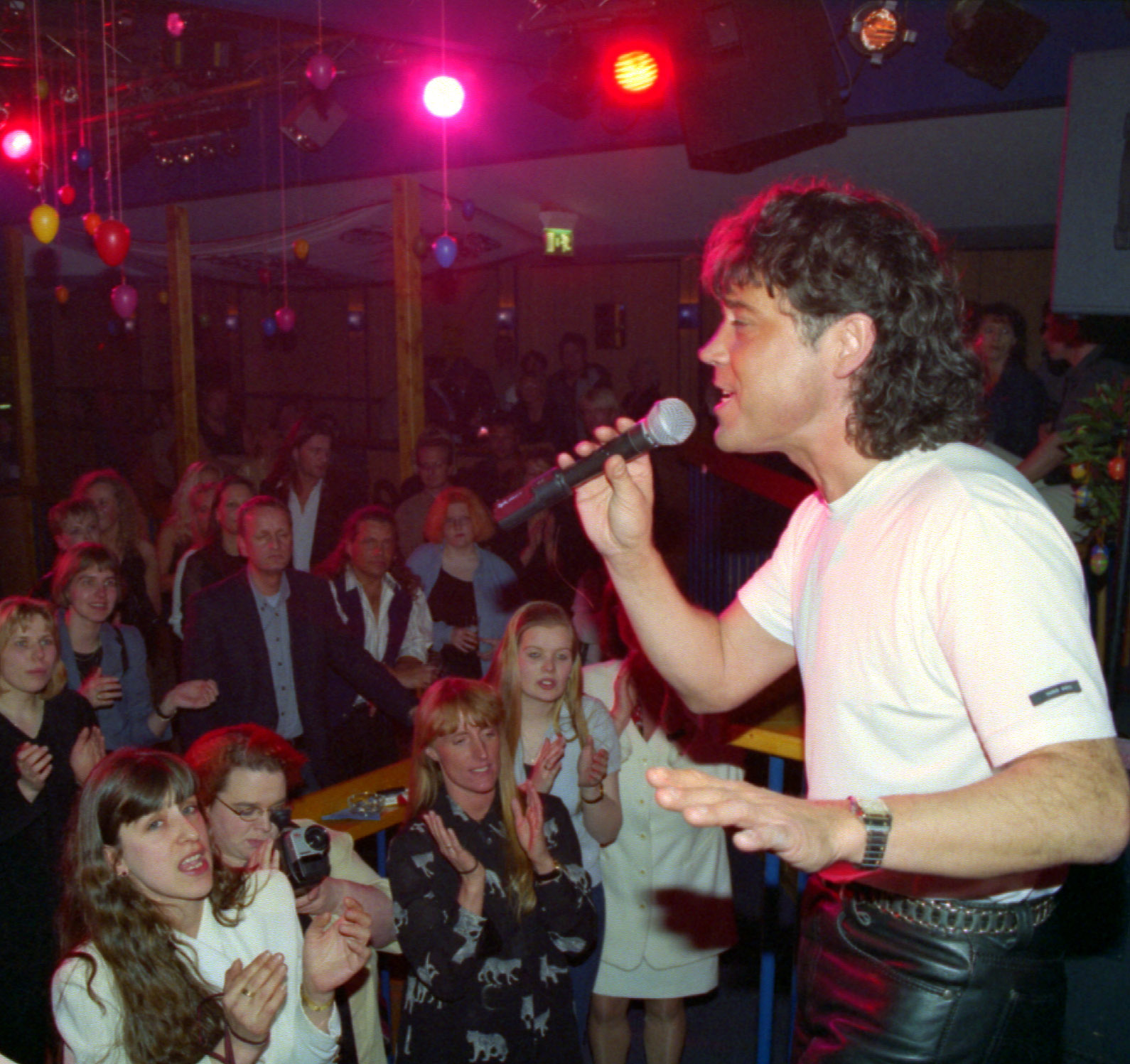
Dennie Christian in Oldenburg, 2001

Dennie Christian (* 22. Mai 1956 in Bensberg; bürgerlich Bernhard Althoff) ist ein deutscher Schlagersänger und Moderator.

## Biografie
Dennie Christian nahm als 17-Jähriger seine erste Schallplatte, Jede große Liebe hat ein Happy-End, auf. Der Titel wurde aber kein Erfolg. Erst 1975 brachte ihm die Neuaufnahme des Volksliedes Rosamunde den Durchbruch. Damit erreichte er im Januar 1975 in der ZDF-Hitparade den 1. Platz. Es folgten ein paar weitere Aufnahmen. Danach wurde es im deutschen Raum ruhiger um den Sänger. Ab den 1980er Jahren war er vornehmlich Moderator bei verschiedenen Rundfunksendern. Zusätzlich führte er zwischen 1982 und 1991 als Moderator durch das jährlich stattfindende, überregional bekannte “Schlagerfestival von Kerkrade” in den Niederlanden. 1992 moderierte Christian zudem kurzzeitig eine Schlagersendung im niederländischen RTL plus.
Anschließend versuchte er sich wieder als Sänger und widmete sich mehr der volkstümlichen Musik. Auch hier hatte er ein paar kleinere Erfolge. Der Sänger nahm auch zahlreiche Titel in niederländischer Sprache auf und hatte dort entsprechend auch viele Erfolge.
2017 spielte er im niederländischen Film Der Low-Budget Stuntman mit und steuerte außerdem einige Titel zur Filmmusik bei.
Dennie Christian hat eine Tochter und einen Sohn aus der am 10. September 1981 geschlossenen Ehe mit der Oldenburgerin Roswitha Smid († 4. Dezember 2020). Aus seiner engen Verbundenheit zu den Niederlanden heirateten die beiden auch dort und gaben es gemeinsam bei Chiel Montagne in dessen TV-Show Op volle toeren (TROS) bekannt, nachdem Dennie Christian zunächst seinen Titel Liefde is als een roos (Liebe ist wie eine Rose) gesungen hatte. Diese Musikshow wurde an ihrem Hochzeitstag abends live aus der Sporthal Baskensburg in Vlissingen übertragen. Gleich am nächsten und übernächsten Tag präsentierte Dennie Christian noch das Schlagerfestival in Heerlen.

## Diskografie

### Alben
| Jahr | Titel                                    | Höchstplatzierung, Gesamtwochen, AuszeichnungChartplatzierungen (Jahr, Titel, Platzierungen, Wochen, Auszeichnungen, Anmerkungen) | Höchstplatzierung, Gesamtwochen, AuszeichnungChartplatzierungen (Jahr, Titel, Platzierungen, Wochen, Auszeichnungen, Anmerkungen) | Höchstplatzierung, Gesamtwochen, AuszeichnungChartplatzierungen (Jahr, Titel, Platzierungen, Wochen, Auszeichnungen, Anmerkungen) | Höchstplatzierung, Gesamtwochen, AuszeichnungChartplatzierungen (Jahr, Titel, Platzierungen, Wochen, Auszeichnungen, Anmerkungen) | Anmerkungen                                              |
| Jahr | Titel                                    | DE | AT | CH | NL | Anmerkungen                                              |
| ---- | ---------------------------------------- | --- | --- | --- | --- | -------------------------------------------------------- |
| 1978 | Guust Flater en de Marsupilami           | — | — | — | NL12 (12 Wo.)NL |                                                          |
| 1984 | 1984                                     | — | — | — | NL48 (1 Wo.)NL |                                                          |
| 1985 | De beste van Dennie Christian            | — | — | — | NL21 (16 Wo.)NL |                                                          |
| 1986 | Hollandse hits met Dennie & Mieke        | — | — | — | NL6 (24 Wo.)NL | mit Mieke                                                |
| 1987 | Dennie Christian                         | — | — | — | NL30 (6 Wo.)NL |                                                          |
| 1987 | Vrolijk kerstfeest                       | — | — | — | NL8 (5 Wo.)NL | mit Mieke, Micha Marah & Freddy Breck                    |
| 1989 | Festival                                 | — | — | — | NL96 (2 Wo.)NL |                                                          |
| 1990 | Samen uit …                              | — | — | — | NL89 (8 Wo.)NL | Erstveröffentlichung: 1989                               |
| 1991 | Kerstfeest met                           | — | — | — | NL81 (2 Wo.)NL | mit Mark en Dave, Marga Bult, Freddy Breck & Micha Marah |
| 1992 | Schlagerparty                            | — | — | — | NL92 (1 Wo.)NL |                                                          |
| 1993 | 20 jaar                                  | — | — | — | NL46 (6 Wo.)NL |                                                          |
| 2014 | Ik ga mijn weg: 40 jaar Dennie Christian | — | — | — | NL16 (8 Wo.)NL |                                                          |

grau schraffiert: keine Chartdaten aus diesem Jahr verfügbar
Weitere Alben
- 1975: Rosamunde
- 1978: Tom Tolpatsch und der Marsupilami
- 1981: Liefde
- 1983: Een Kind
- 1994: Du hast mir total den Kopf verdreht
- 1996: Warum nicht mit mir
- 1998: Alles inclusive
- 2012: Droom met me mee

### Kompilationen
- 1983: 10 jaar Dennie Christian
- 1997: Im Land, wo die Träume wohnen
- 2004: Immer noch und immer wieder – Best of …
- 2006: Het Beste van

### Singles
| Jahr | Titel Album                                               | Höchstplatzierung, Gesamtwochen, AuszeichnungChartplatzierungen (Jahr, Titel, Album, Platzierungen, Wochen, Auszeichnungen, Anmerkungen) | Höchstplatzierung, Gesamtwochen, AuszeichnungChartplatzierungen (Jahr, Titel, Album, Platzierungen, Wochen, Auszeichnungen, Anmerkungen) | Höchstplatzierung, Gesamtwochen, AuszeichnungChartplatzierungen (Jahr, Titel, Album, Platzierungen, Wochen, Auszeichnungen, Anmerkungen) | Höchstplatzierung, Gesamtwochen, AuszeichnungChartplatzierungen (Jahr, Titel, Album, Platzierungen, Wochen, Auszeichnungen, Anmerkungen) | Anmerkungen       |
| Jahr | Titel Album                                               | DE | AT | CH | NL | Anmerkungen       |
| ---- | --------------------------------------------------------- | --- | --- | --- | --- | ----------------- |
| 1975 | Rosamunde –                                               | DE3 (22 Wo.)DE | AT10 (12 Wo.)AT | CH6 (7 Wo.)CH | NL3 (9 Wo.)NL |                   |
| 1975 | Marie-Luise –                                             | DE45 (1 Wo.)DE | — | — | — |                   |
| 1976 | Besame mucho –                                            | — | — | — | NL8 (11 Wo.)NL |                   |
| 1978 | Guust Flater en de Marsupilami – Wij zijn twee vrienden – | — | — | — | NL6 (14 Wo.)NL |                   |
| 1981 | Liefde is als een roos –                                  | — | — | — | NL38 (3 Wo.)NL | mit Vader Abraham |
| 1983 | Schlagerfestival –                                        | — | — | — | NL17 (5 Wo.)NL | mit Roy Black     |
| 1984 | Schlagerparade –                                          | — | — | — | NL31 (4 Wo.)NL |                   |
| 1985 | Zaterdagavond –                                           | — | — | — | NL25 (6 Wo.)NL | mit Mieke         |

Weitere Singles
- 1974: Rainy Rainy Day
- 1975: Schon wieder der alte Dreh
- 1975: Schön blühn die Heckenrosen
- 1976: Moustafa
- 1976: My Spanish Lady
- 1976: Wo warst du heut nacht
- 1977: Habe ich dich heute Nacht verloren
- 1977: Mustafa
- 1978: Autokino samstags um halb zehn
- 1978: Bella Donna
- 1979: Het Slorklied
- 1980: Vrijheid en Vrede (Freundschaft und Liebe)
- 1981: Waar gaat de Wereld Naar Toe
- 1982: Laat ons vrienden zijn
- 1982: Auf Wiederseh’n
- 1982: Rosamunde (Nederlandse versie)
- 1983: Oh Nederland
- 1984: Eenzaam Naar Huis Toe
- 1984: Annemarie (mit Freddy Breck)
- 1985: Als de Zon
- 1985: Gelukkig zijn (mit Mieke)
- 1985: Schlagercarrousel
- 1986: Kom ga maar met me mee
- 1986: Jij bent niet meer alleen (mit Mieke)
- 1986: Vakantie (mit Mieke und Freddy Breck)
- 1986: ’n Avond om nooit te vergeten (mit Mieke)
- 1987: Wie gaat er mee (mit Micha Marah, Mieke und Freddy Breck)
- 1987: Schlager-goud
- 1987: Echte vrienden blijven vrienden (mit Micha Marah und Mieke)
- 1987: Kus me toch
- 1988: Samen dansen (mit Micha Marah und Freddy Breck)
- 1988: Ik wil met je dansen
- 1988: Onze Liefde
- 1988: Kom maar in m’n Armen Schat (mit Mieke)
- 1989: Vier Uren in het Weekend
- 1989: Santa Fe
- 1989: Susan
- 1989: Wij gaan door tot midden in de Nacht
- 1989: Je hebt Mammie’s Ogen
- 1990: Rosamunde (Ooh Yeah Party-Version ’90)
- 1990: Europe Together (mit Micha Marah)
- 1991: Kom ga vanavond mee
- 1991: Zowiezo
- 1991: Verlorenes Glück
- 1992: Ich geb’ heut’ ne Party
- 1993: Himmel und Hölle
- 1993: Du bist wie Himmel und Hölle
- 1994: Steig wieder auf (als Teil von Alle für Alle)
- 1994: Du hast mir total den Kopf verdreht
- 1995: Der ganze Himmel …
- 1996: Du oder keine, nur du
- 1998: Voor jou
- 1999: ’k heb de hele Dag aan jou gedacht (mit Anita De Hoop)
- 2000: Nee is Ja
- 2000: Wij zijn twee Vrienden
- 2001: In het zonnige Zuiden
- 2001: Kom dan bij mij
- 2004: Dans deze Dans
- 2005: Dit is Liefde
- 2006: Ik ben niet verliefd
- 2009: Zaterdagavond (mit Mieke, Christoff & Lindsay)